# Rudy Riou
Rudy Riou (* 22. Januar 1980 in Béziers) ist ein ehemaliger französischer Fußballtorwart und heutiger Trainer.

## Karriere

### Karrierebeginn beim RCO Agde
Der in der Region Languedoc-Roussillon in Südfrankreich geborene Riou begann seine aktive Karriere als Fußballtorwart im Jahre 1990 bei RCO Agde in der Stadt Agde, die ebenfalls in der Region Languedoc-Roussillon liegt. Dort kam er bis 1996 in der verschiedenen Jugendmannschaften zum Einsatz und wechselte daraufhin in den Nachwuchsbereich von HSC Montpellier, wo er anfangs in den Jugendteams, aber zur selben Zeit auch schon in der B-Mannschaft des Vereins mit Spielbetrieb in der viertklassigen Championnat de France Amateur, die damals noch unter dem Namen National 2 (N2) lief, zum Einsatz kam. Nachdem er zur Saison 1996/97 in der National 2 bereits in zwei Meisterschaftsspielen für die B-Mannschaft des HSC Montpellier zum Einsatz gekommen war, absolvierte er nach der Umbenennung der Liga in Championnat de France Amateur (CFA) in der Spielzeit 1997/98 weitere neun Meisterschaftsspiele für das B-Team.

### UI-Cup-Sieg und Abstieg in Division 2
Weitere 13 Ligaeinsätze folgten in der Saison 1998/99, in der Riou auch erstmals in den Kader der Profimannschaft mit Spielbetrieb in der höchsten französischen Fußballliga aufgenommen wurde. Nachdem er in dieser Spielzeit noch ohne Profieinsatz war, kam er in der Folgesaison 1999/2000 bereits in 20 Meisterschaftsspielen zum Einsatz. Sein Ligadebüt gab der damals 19-Jährige am 31. Juli 1999 bei einem 2:1-Auswärtserfolg über Olympique Lyon, bei dem er über die volle Spieldauer das Tor seiner Mannschaft hütete. Dabei war Riou ab dieser Saison am besten Weg zur Nummer 1 im Tor des Profiteams zu avancieren, obwohl er in den restlichen 14 Ligaspielen dem erfahreneren Stéphane Cassard den Vortritt lassen musste. Dennoch reichte es für die Mannschaft am Ende der Saison nicht, den Verbleib in der Liga zu sichern und so stieg mal als Tabellenletzter mit nur 31 Zählern in die Division 2 ab. Obwohl die Mannschaft am Saisonende in die zweite französische Liga absteigen musste, gewann sie noch im August 1999 eines der drei Finali im UI-Cup 1999. Riou wurde für die Mannschaft, die im Finalhinspiel gegen den Hamburger SV ein 1:1-Remis erreichte und im Rückspiel nach einem weiteren 1:1 erst im Elfmeterschießen mit 3:0 gewann, in insgesamt drei UI-Cupspielen eingesetzt. Weiters kam der 1,85 m große Torhüter in drei weiteren Spielen der B-Mannschaft zum Einsatz.

### Rückkehr in Frankreichs Erstklassigkeit
Die Saison 2000/01 verlief für den jungen Torhüter wesentlich besser als die vorhergegangene. Bei 18 von 38 möglich gewesenen Einsätzen erreichte Riou am Saisonende mit dem Team den dritten Platz in Frankreichs Zweitklassigkeit und war so automatisch für den neuerlichen Aufstieg in die Division 1 berechtigt. Dort kam er in der Folgesaison in 19 Meisterschaftspartien zum Einsatz und erreichte mit der Mannschaft in der dichtgestaffelten Endtabelle den 13. Platz. Nach der Umbenennung der Liga von Division 1 in Ligue 1 avancierte der engagierte Torwart ab der Saison 2002/03 zur wirklichen Nummer 1 im Tor von HSC Montepellier und kam in 28 Meisterschaftsspielen zum Einsatz. In den restlichen Spielen ließ er den beiden Montepellier-Nachwuchstalenten Laurent Pionnier und Jody Viviani, die beide in dieser Saison ihr Profidebüt gaben, den Vortritt. Negativer Höhepunkt für Riou war in dieser Saison der 19. Oktober 2002, als er im Auswärtsspiel gegen EA Guingamp in der 26. Spielminute mit der roten Karte frühzeitig vom Feld geschickt wurde. Für Riou bedeutete dies die erste rote Karte in seiner Profikarriere. Das Spiel ging am Ende mit 1:3 verloren, nachdem alle Tore nach Rious Platzverweis erzielt wurden. Am Saisonende schaffte die Mannschaft gerade noch den Klassenerhalt in der Ligue 1 und wurde mit zwei Punkten Vorsprung auf den ersten Absteiger, den Le Havre AC, Sechzehnter.
In der darauffolgenden Spielzeit 2003/04 war Riou zwar wieder Stammtorhüter, konnte aber dennoch nicht den erneuten Abstieg seines Teams in die zweite französische Fußballliga verhindern und beschloss zu Saisonende den Verein zu wechseln. Insgesamt kam er in 31 Ligaspielen für den HSC Montepellier zum Einsatz, in den restlichen Partien ließ er, wie schon in der Vorsaison, den beiden Talenten den Vortritt. In seinen sechs Spielzeiten beim Profiteam konnte er insgesamt drei Einsätze in Ligapokalspielen (je ein Spiel in den Saisons 1999/2000, 2002/03 und 2003/04) verzeichnen.

### Stammkraft beim FC Istres
Zur Saison 2004/05 folgte für Riou innerhalb der höchsten französischen Spielklasse ein Wechsel zum FC Istres, der in der vorhergegangenen Spielzeit noch in der Ligue 2 vertreten war und als Tabellendritter automatisch in die Ligue 1 aufstieg. Gleich bei seinem ersten Ligaspiel für den FC Istres gegen AJ Auxerre (0:0) war der Neuzugang Riou mit seinen schnellen Reflexen und den gelungenen Paraden der Spieler des Abends. Für den engagierten Torhüter folgten in dieser Saison weitere 25 Auftritte in der höchsten französischen Liga, ehe er mit der Mannschaft nach 38 Runden auf dem letzten Tabellenplatz rangierend den erneuten Weg in die Zweitklassigkeit antreten musste.
Doch diesmal hielt Riou seinem Verein die Treue und folgte ihm nach dem Abstieg in die Ligue 2, wo er mit der Saison 2005/06 zur absoluten Nummer 1 im Tor der Südfranzosen wurde. Auf eine Bilanz von 37 Ligapartien kam Riou so in nur einer einzigen Saison, nur in einem einzigen Spiel gewährte er dem fünf Jahre älteren Grégory Legrand, der sich in seiner gesamten Karriere nie wirklich als Stammkraft bei seinen jeweiligen Vereinen durchsetzen konnte, den Vortritt. Im Endklassement reihte sich Riou mit dem FC Istres in der Ligue 2 auf dem 13. Tabellenplatz ein. In der Saison 2006/07 lief es für das Profiteam noch wesentlich schlechter. Nach 38 gespielten Runden, in denen Riou immer das Tor seiner Mannschaft hütete, musste das Team 63 Gegentreffer und damit die meisten der gesamten Liga hinnehmen und stieg auf Rang 19 in die National (D3), die dritthöchste Spielklasse im französischen Fußball, ab. Insgesamt kam er in seinen drei Spielzeiten für den FC Istres in drei Spielen in der Coupe de la Ligue (2005/06 (1 Spiel), 2006/07 (2 Spiele)) zum Einsatz und brachte es außerdem auf je einen Einsatz im Coupe de France der Saison 2004/05 und 2005/06.

### Als Reserve in Toulouse und Marseille
Noch vor dem neuerlichen Abstieg wechselte der Torwart ein weiteres Mal und kam dabei sogar in die höchste französische Liga, wo er Ende Mai 2007 beim FC Toulouse einen Vertrag mit einer Laufzeit von drei Jahren unterschrieb. Dort war jedoch lediglich die Nummer 2 hinter Nicolas Douchez und brachte es so in der Saison 2007/08 auf nur drei Meisterschaftseinsätze, von denen er jedoch auch nur zwei über die volle Matchdauer durchspielte. Weiters brachte er es in dieser Saison auch auf einen Einsatz im UEFA-Cup 2007/08, wo er in der Gruppenphase in der Gruppe E im letzten Gruppenspiel gegen Spartak Moskau über die vollen 90 Minuten eingesetzt wurde. Für Riou war es der erste und bis dato (31. Juli 2010) einzige Auftritt in diesem Bewerb. Am Ende der Gruppenphase schied das Team allerdings als Letztplatzierter vom laufenden Bewerb aus. Auch in der Liga lief es für das Profiteam des FC Toulouse nicht sonderlich gut und so kam es, dass man nach 38 Meisterschaftsspielen gerade noch auf dem 17. Platz den Klassenerhalt in der Ligue 1 schaffte.
Nachdem er auch nur in der B-Mannschaft einen einzigen Einsatz verzeichnen konnte, folgte nach dem Abschluss der Saison die einvernehmliche Vertragsauflösung mit dem Verein und ein sofortiger Wechsel zum französischen Erfolgsklub Olympique Marseille. Die Verhandlungen mit OM begannen schon am Meisterschaftsende, wobei die Verhandlungen nach der Verpflichtung von Cédric Carrasso und der geringen Aussicht Rious sich beim FC Toulouse durchzusetzen, noch weiter verstärkt wurden. Am 29. Oktober 2008 folgte schließlich Rious erster Einsatz für die Südfranzosen, als er bei einem 1:1-Auswärtsremis gegen den FC Nantes zur Halbzeitpause für den angeschlagenen Steve Mandanda auf den Rasen kam. Für die Mannschaft reichte es schlussendlich im Endklassement mit drei Punkten Rückstand auf Girondins Bordeaux für den Vizemeistertitel in der höchsten Fußballspielklasse Frankreichs.
Nachdem er in der gleichen Spielzeit noch als Ersatztorhüter in OMs Kader, der an der Coupe de la Ligue 2008/09, der Coupe de France 2008/09, der Qualifikation zur UEFA Champions League 2008/09 und am späteren Wettbewerb selbst teilnahm, stand und dort keinen einzigen Einsatz verzeichnen konnte, blieben die Einsätze auch in der Saison 2009/10 aus. In ebendieser Saison erreichte die Mannschaft mit sechs Punkten Abstand auf Olympique Lyon den französischen Meistertitel und gewann außerdem die Coupe de la Ligue 2009/10 sowie die Trophée des Champions 2010. Rudy Riou fand jedoch in keinem dieser Spiele Beachtung und trat ohne Pflichtspieleinsatz in die dritte Saison bei Olympique Marseille ein.
Seit seinem Wechsel zum FC Toulouse vor der Spielzeit 2007/08 und dem späteren Transfer zu Olympique Marseille konnte sich Riou in keinem Team mehr als wahre Stammkraft präsentieren und wurde innerhalb der Mannschaft oft nur als zweiter oder dritter Torhüter eingestuft.

### Stammkraft beim RSC Charleroi
Bedingt durch die Reservistenrolle bei Olympique Marseille entschloss sich Riou zu einem weiteren Wechsel. Der abstiegsbedrohte belgische Erstligist RSC Charleroi sicherte sich seine Dienste für ein halbes Jahr ab Januar 2011. Im Laufe der Rückrunde wurde er zur Stammkraft im Tor. Trotzdem konnte er nicht verhindern, dass Charleroi in der Spielzeit 2011 nur den letzten Platz belegen konnte und in der Relegationsrunde gegen KAS Eupen schlussendlich abstieg.
Beim Spiel gegen Standard Lüttich vom 12. März 2011 (0:2) wurde Riou von gegnerischen Anhängern mit Feuerwerkskörpern beworfen und leicht verletzt.

## Erfolge
mit HSC Montpellier
- UI-Cup-Sieger: 1999
- Aufstieg in die Division 1: 2000/01

mit Olympique Marseille
- französischer Vizemeister: 2008/09

(ohne Einsatz):
- französischer Meister: 2009/10
- französischer Ligapokalsieger: 2009/10
- französischer Supercupsieger: 2010